# Schloss Hansburg

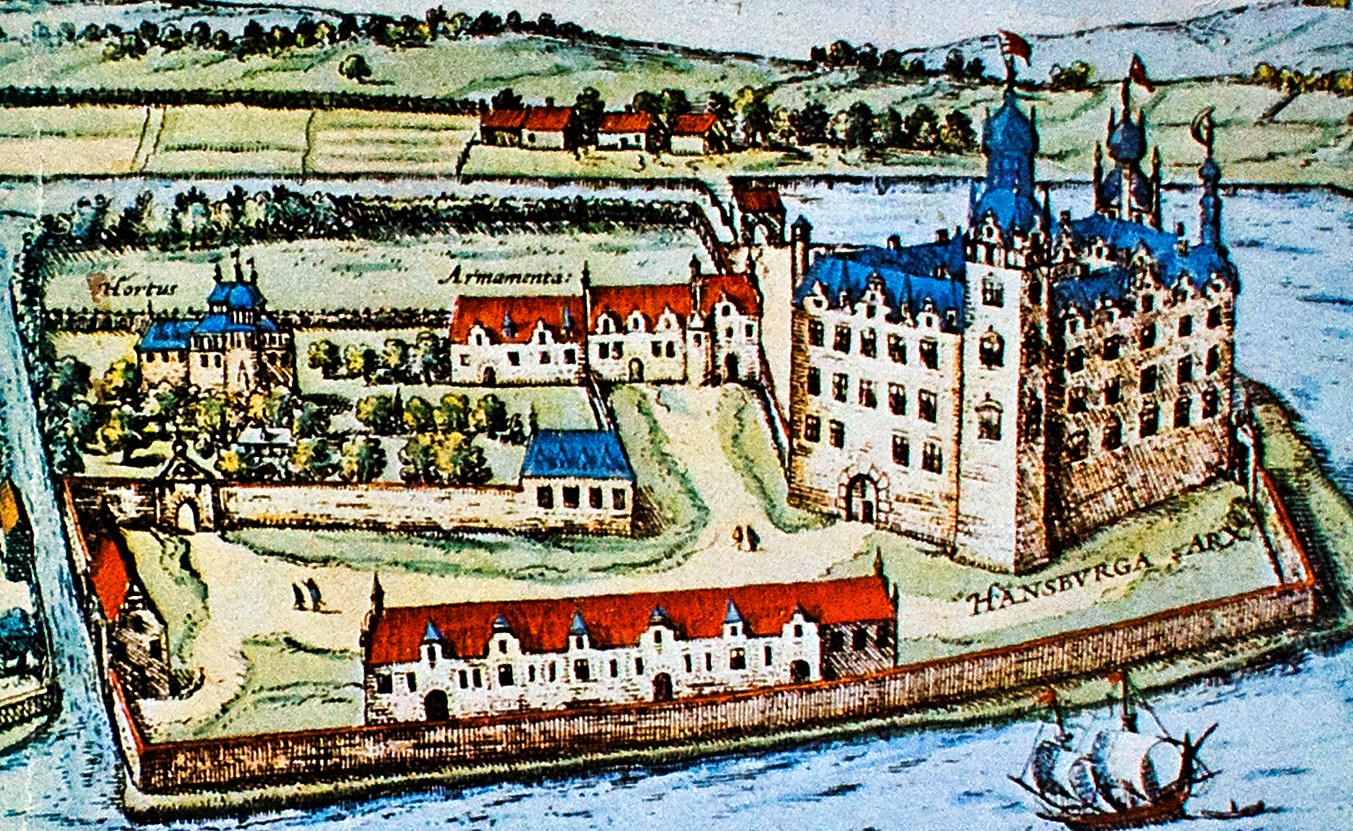
Schloss Hansburg im Jahr der Fertigstellung 1585 auf einem Kupferstich von Frans Hogenberg

Schloss Hansburg, auch Haderslevhus, in Haderslev war das erste Renaissanceschloss in Dänemark. Das 1585 fertiggestellte Gebäude brannte 1644 nieder und wurde gänzlich abgetragen. Von dem Bauwerk haben sich nur wenige Fundamente erhalten.

## Geschichte
Die mittelalterliche Stadtburg Haderslevhus lag auf einem Hügel östlich der Stadt. Sie wurde 1326 erstmals erwähnt, stammte aber vermutlich wie die anderen dänischen Stadtschlösser aus dem 13. Jahrhundert. Über das Aussehen dieser Burg ist nichts überliefert. Im 14. Jahrhundert befand sie sich im Besitz von Waldemar Atterdag. Sie diente als Festung und Verwaltungssitz der dänischen Könige und als Amtssitz des Amtmanns des Amts Hadersleben. Von 1525 bis 1533 residierte hier der spätere König Christian III. als junger Herzog, dem sein Vater, der damalige König Friedrich I., das Amt Hadersleben überlassen hatte, in dem Christian mit den Haderslebener Artikeln 1528 die Reformation einführte und die erste lutherische Landeskirche schuf. Seine Söhne Friedrich, der spätere König Friedrich II., und Johann wurden hier geboren.
1544 teilte Christian III. die Herzogtümer Schleswig und Holstein, die er in Personalunion zusammen mit Dänemark-Norwegen regierte, mit seinen jüngeren Halbbrüdern Adolf und Hans. Herzog Hans erhielt unter anderem Hadersleben, nach dem sein Anteil Schleswig-Holstein-Hadersleben genannt wurde. Als Residenz diente ihm das alte Haderslevhus. Gegen 1555 ließ Herzog Hans den Bau eines Renaissanceschlosses direkt neben der alten Burg beginnen. Ab 1559 leitete Hercules von Oberberg (1517–1602), der seit 1557 als königlicher Baumeister mehrere der dänischen Schlösser, darunter Koldinghus, erneuert hatte, die Arbeiten. 1562 war der Westflügel mit den herzoglichen Gemächern fertiggestellt und der Herzog zog ein. Vier Jahre später war auch der Südflügel mit der Schlosskapelle fertig, die am 14. April 1565 eingeweiht wurde. Anschließend wurde die mittelalterliche Burg niedergerissen und das Gelände mit Wohnhäusern für die Bediensteten bebaut. Die gänzliche Fertigstellung des nach ihm benannten Schlosses erlebte Herzog Hans nicht mehr, denn er starb 1580, fünf Jahre bevor die Bauarbeiten abgeschlossen waren. Zu dieser Zeit bestand das eigenständige Herzogtum Schleswig-Holstein-Hadersleben nicht mehr und Hadersleben gehörte zum königlichen Anteil der Herzogtümer. Der Name Hansburg wurde in der Folgezeit durch die traditionelle Bezeichnung Haderslevhus abgelöst. Im Schloss residierte dauerhaft der Amtmann, während der Statthalter der Herzogtümer sich auf seinen Reisen durch das Land regelmäßig hier aufhielt.
Weil Ende 1597 in Kopenhagen gerade die Pest wütete, fand die prachtvolle Hochzeit von König Christian IV. mit Anna Katharina von Brandenburg am 27. November 1597 auf Schloss Hansburg statt. In den Haderslebener Amtsrechnungen ist eine Liste der für dieses „bilager“ gelieferten Utensilien und Nahrungsmittel erhalten. So lieferten die Lehnsleute der umliegenden Güter für das Fest 161 Ochsen und 1147 Lämmer. Trotz der gelieferten 457 Speckseiten wurde ein Mangel an Speck beklagt. Für die zu bewirtenden Gäste mussten 150 Zinnteller angeschafft werden. Das Königspaar hielt sich gern in dem modernen Schloss auf. Mehrere ihrer Kinder, darunter der spätere König Friedrich III., wurden auf Schloss Hansburg geboren. Später lebte Christian IV. zeitweise mit seiner zweiten Ehefrau Kirsten Munk auf dem Schloss. 1626 brachte sie hier die Zwillinge Christiane und Hedwig zur Welt. Christian IV. ließ die ohnehin reich ausgestattete Kirche ausmalen und Vergoldungen an der Kirchenausstattung anbringen.

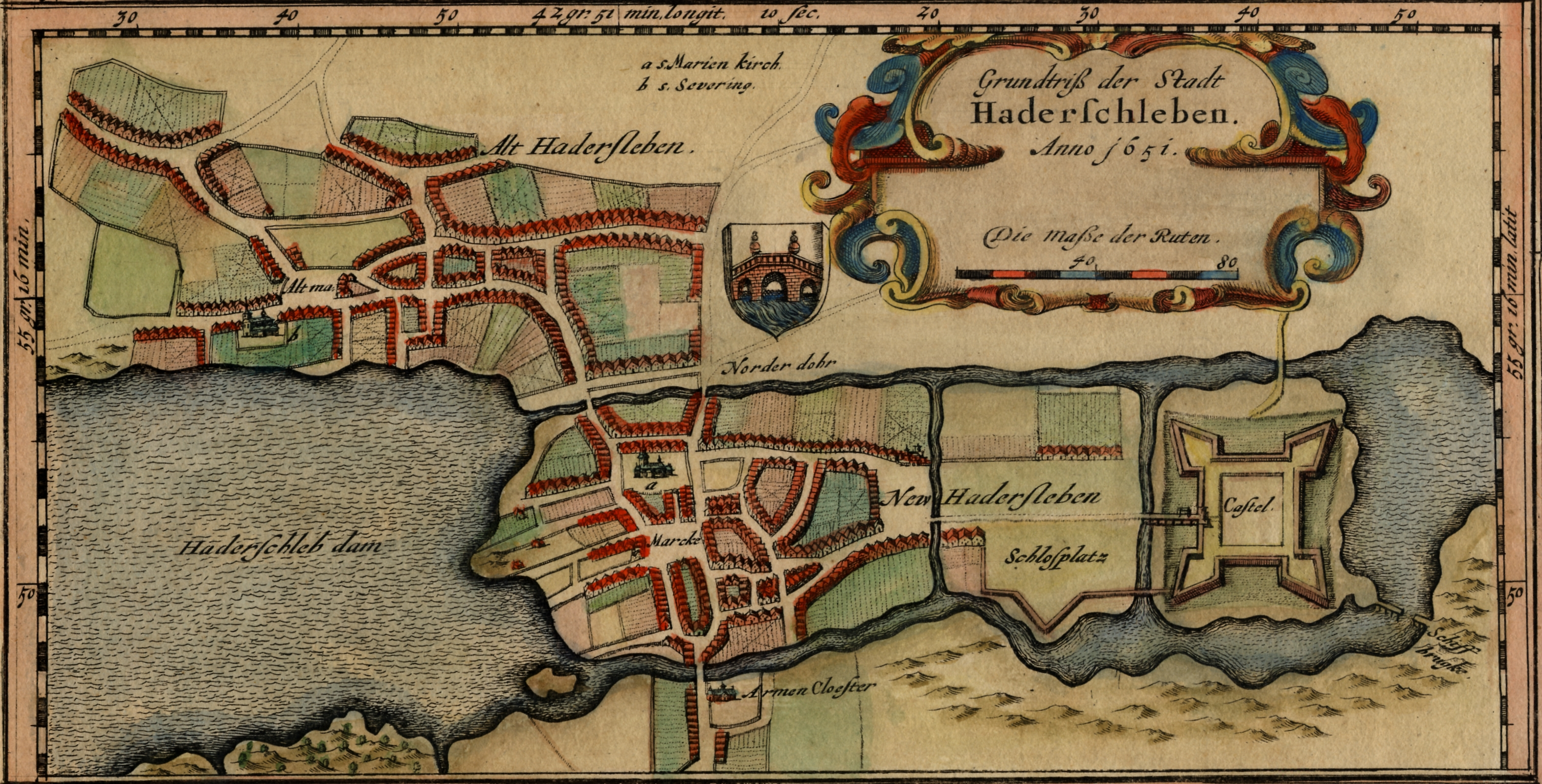
Auf der Karte von Johannes Mejer von 1651 in der Neuen Landesbeschreibung der zwei Herzogtümer Schleswig und Holstein ist nur noch eine Befestigung ohne Gebäude zwischen den Schanzen dargestellt.

Während des Dreißigjährigen Krieges besetzten 1627 deutsche Truppen die Stadt und brannten sie nieder. Das vom Feuer beschädigte Schloss plünderten sie aus und nutzten es bis 1629 als Hauptquartier. Nach dem Abzug der kaiserlichen Truppen waren die Aufbauarbeiten eben erst abgeschlossen, Schanzen angelegt und eine neue Orgel in der Kirche installiert, als Haderslevhus 1644 im Torstenssonkrieg von schwedischen Truppen unter Lennart Torstensson erobert wurde und monatelang als dessen Hauptquartier diente. Im Herbst desselben Jahres gelang dem dänischen König die Rückeroberung, worauf Ende des Jahres der schwedische Obrist Helm Wrangel die Hansburg erneut belagerte. In der Nacht nach der Eroberung brach ein Brand aus, der auch auf den im Kellergewölbe gelagerten Sprengstoff übergriff. Das Schloss wurde gänzlich zerstört.
Zwar ließen Christian IV. und sein Nachfolger Friedrich III. durch den Architekten Andreas Clausen 1646/49 noch Sicherungsarbeiten an der Ruine vornehmen, doch wurde Haderslevhus nicht wieder aufgebaut. 1666 wurde die Ruine abgebrochen und das Gelände in der Folgezeit überbaut. Bei Grabungen 1979 wurden Fundamente gefunden. Heute erinnern an das Schloss und die alte Burg nur noch einige der ab 1568 erbauten Häuser auf dem Gelände der mittelalterlichen Burg in der Slotsgade, die einst vom Schloss in die Stadt führte, und der Name Haderslevhus für das 1885 errichtete Versammlungshaus.

## Bau
Die einzige zeitgenössische Abbildung der Hansburg ist ein Kupferstich, den Frans Hogenberg für die Civitates Orbis Terrarum schuf. Die Darstellung ist auf 1585, das Jahr der Fertigstellung des Schlosses, datiert. Demnach war die Hansburg umgeben von einem Wassergraben, der sie auch von der Stadt Hadersleben trennte. Sie bestand aus vier Flügeln, die jeweils drei Etagen (plus Keller und Dachgeschoss) hatten. An der Südwest- und der Nordostseite befanden sich Türme. Mit einer Grundfläche von 80 × 75 m war das Schloss etwa so groß wie das königliche Schloss Kronborg. Die Hansburg war damit deutlich größer angelegt als das damalige Schloss Gottorf, die Residenz von Hans’ Bruder Adolf von Schleswig-Holstein-Gottorf.
Im Südflügel befand sich eine große, gewölbte Kirche, die zwei Stockwerke einnahm. Sie galt als besonders schön und kostbar eingerichtet und wurde Vorbild der Kirche von Koldinghus. Zur Kirche gehörte ein kleiner Glockenturm an der Südostecke des Schlosses. Über der Kirche befand sich der Rittersaal.
Den von Herzog Hans angelegten Garten mit Springbrunnen und Badehaus ließ König Friedrich II. ab 1586 vergrößern und mit einem Lusthaus versehen. Christian IV. ließ ein Ballspielhaus und eine Ringreiterbahn anlegen. Die Gärten fielen wohl weitgehend der Befestigung des Schlosses nach 1629 zum Opfer. Auf der Karte von Johannes Mejer von 1651 ist nur eine Schanze eingezeichnet, die durch einen 1585 noch nicht vorhandenen Graben von den Häusern der Bediensteten getrennt ist. Das zu diesem Zeitpunkt bereits ausgebrannte Schloss fehlt auf der Darstellung.

## Schloss Hansburg in der Literatur
Theodor Storm veröffentlichte 1885 seine im 14. Jahrhundert spielende historische Novelle Ein Fest auf Haderslevhuus (mit 2 „u“). Hauptfiguren sind der Ritter Claus Lembeck (dänisch: Claus Limbek) und sein Sohn Rolf aus dem Schleswiger Adelsgeschlecht von Burg Dorning (Törning) bei Hadersleben. 1921 wurde die Novelle verfilmt (Ein Fest auf Haderslevhuus).